# Valadares Esporte Clube
Valadares Esporte Clube, anteriormente conhecido como Ponte Nova Futebol Clube, é um clube brasileiro de futebol, da cidade de Governador Valadares, no estado de Minas Gerais.
Fundado em 2011, o Ponte Nova Futebol Clube profissionalizou-se apenas em 2015 para disputar a Segunda Divisão do Campeonato Mineiro.
Em 2018 o clube firmou uma parceria com o Valadares Esporte Clube para a disputa da Segunda Divisão, mandando seus jogos no Estádio José Mammoud Abbas, o Mamudão, que fica em Governador Valadares. 

Escudo utilizado entre 2011 a 2018 quando se chamava Ponte Nova